# Handball-Weltmeisterschaft der Männer 2013
Die 23. Handball-Weltmeisterschaft der Männer (spanisch Campeonato Mundial de Balonmano Masculino de 2013) wurde vom 11. bis 27. Januar 2013 in Spanien ausgetragen. Die Mannschaft des Gastgebers, die spanische Mannschaft, gewann die Meisterschaft im Finale gegen die dänische Mannschaft mit 35:19.

## Gastgeber
Am 2. Oktober 2010 wurde in Herzogenaurach durch den Rat der Internationalen Handballföderation (IHF) Spanien als Gastgeber bestimmt. Die Königliche spanische Handballföderation war als einziger Bewerber angetreten, nachdem die Verbände aus Dänemark, Südkorea und zuletzt Norwegen ihre Kandidatur zurückgezogen hatten. Dänemark hatte die Bewerbung zurückgezogen, nachdem das Land am 25. September 2010 den Zuschlag für die Handball-Europameisterschaft 2014 erhalten hatte. Am 7. Dezember 2010 unterzeichneten Hassan Moustafa für die IHF und Juan de Dios Román Seco für den spanischen Verband den Vertrag über die Austragung der Weltmeisterschaft 2013.

## Austragungsorte
Die Austragungsorte der Spiele waren Barcelona, Granollers, Madrid, Sevilla, Guadalajara und Saragossa.
| Barcelona |

| Granollers |

| Madrid |

| Sevilla |

| Guadalajara |

| Saragossa |

| Barcelona |

| Granollers |

| Madrid |

| Sevilla |

| Guadalajara |

| Saragossa |

## Qualifikation
An dem Turnier nahmen 24 Mannschaften teil. Automatisch qualifiziert waren Spanien als Gastgeber und Frankreich als Weltmeister 2011; die anderen 22 Mannschaften qualifizierten sich über ihre Kontinentalverbände in Turnierform.

## Teilnehmer
Die nachfolgend aufgeführten 24 Mannschaften nahmen an der Weltmeisterschaft in Spanien teil. Die Tabelle zeigt zudem das Datum der Qualifizierung, den Kontinentalverband und die Anzahl der bisherigen Weltmeisterschaftsteilnahmen.
| Land          | Kontinent (Verband) | Qualifiziert als                     | Datum der Qualifikation | Bisherige Teilnahmen an Weltmeisterschaften |
| ------------- | ------------------- | ------------------------------------ | ----------------------- | --- |
| Spanien       | Europa (EHF)        | Gastgeber                            | 2. Okt. 2010            | 16 (1958, 1974, 1978, 1982, 1986, 1990, 1993, 1995, 1997, 1999, 2001, 2003, 2005, 2007, 2009, 2011)                                              |
| Frankreich    | Europa (EHF)        | Weltmeister 2011                     | 30. Jan. 2011           | 18 (1954, 1958, 1961, 1964, 1967, 1970, 1978, 1990, 1993, 1995, 1997, 1999, 2001, 2003, 2005, 2007, 2009, 2011)                                  |
| Dänemark      | Europa (EHF)        | Europameister 2012                   | 25. Jan. 2012           | 19 (1938, 1954, 1958, 1961, 1964, 1967, 1970, 1974, 1978, 1982, 1986, 1993, 1995, 1999, 2003, 2005, 2007, 2009, 2011)                            |
| Serbien       | Europa (EHF)        | 2. der Europameisterschaft 2012      | 25. Jan. 2012           | 08 (1997, 1999, 2001, 2003, 2005, 2007, 2009, 2011) (10 unter SFR Jugoslawien: 1958, 1961, 1964, 1967, 1970, 1974, 1978, 1982, 1986, 1990) 1     |
| Kroatien      | Europa (EHF)        | 3. der Europameisterschaft 2012      | 25. Jan. 2012           | 09 (1995, 1997, 1999, 2001, 2003, 2005, 2007, 2009, 2011) (10 unter SFR Jugoslawien: 1958, 1961, 1964, 1967, 1970, 1974, 1978, 1982, 1986, 1990) |
| Tunesien      | Afrika (CAHB)       | Afrikameister 2012                   | 20. Jan. 2012           | 10 (1967, 1995, 1997, 1999, 2001, 2003, 2005, 2007, 2009, 2011)                                                                                  |
| Algerien      | Afrika (CAHB)       | 2. der Afrikameisterschaft 2012      | 20. Jan. 2012           | 12 (1974, 1982, 1986, 1990, 1995, 1997, 1999, 2001, 2003, 2005, 2009, 2011)                                                                      |
| Ägypten       | Afrika (CAHB)       | 3. der Afrikameisterschaft 2012      | 20. Jan. 2012           | 11 (1964, 1993, 1995, 1997, 1999, 2001, 2003, 2005, 2007, 2009, 2011)                                                                            |
| Südkorea      | Asien (AHF)         | Asienmeister 2012                    | 5. Feb. 2012            | 10 (1993, 1995, 1997, 1999, 2001, 2003, 2005, 2007, 2009, 2011)                                                                                  |
| Katar         | Asien (AHF)         | 2. der Asienmeisterschaft 2012       | 5. Feb. 2012            | 03 (2003, 2005, 2007) |
| Saudi-Arabien | Asien (AHF)         | 3. der Asienmeisterschaft 2012       | 5. Feb. 2012            | 05 (1997, 1999, 2001, 2003, 2009) |
| Mazedonien    | Europa (EHF)        | Play-off-Sieger                      | 16. Juni 2012           | 02 (1999, 2009) (10 unter SFR Jugoslawien: 1958, 1961, 1964, 1967, 1970, 1974, 1978, 1982, 1986, 1990)                                           |
| Deutschland   | Europa (EHF)        | Play-off-Sieger                      | 17. Juni 2012           | 21 (1938, 1954, 1958, 1961, 1964, 1967, 1970, 1974, 1978, 1982, 1986, 1990 2, 1993, 1995, 1999, 2001, 2003, 2005, 2007, 2009, 2011)              |
| Russland      | Europa (EHF)        | Play-off-Sieger                      | 17. Juni 2012           | 18 (1961, 1964, 1967, 1970, 1974, 1978, 1982, 1986, 1990 3, 1993, 1995, 1997, 1999, 2001, 2003, 2005, 2007, 2009)                                |
| Ungarn        | Europa (EHF)        | Play-off-Sieger                      | 17. Juni 2012           | 17 (1958, 1964, 1967, 1970, 1974, 1978, 1982, 1986, 1990, 1993, 1995, 1997, 1999, 2003, 2007, 2009, 2011)                                        |
| Polen         | Europa (EHF)        | Play-off-Sieger                      | 17. Juni 2012           | 10 (1958, 1974, 1978, 1982, 1986, 1990, 2003, 2007, 2009, 2011)                                                                                  |
| Island        | Europa (EHF)        | Play-off-Sieger                      | 17. Juni 2012           | 05 (1995, 1997, 2003, 2007, 2011) |
| Slowenien     | Europa (EHF)        | Play-off-Sieger                      | 17. Juni 2012           | 04 (2001, 2003, 2005, 2007) (10 unter SFR Jugoslawien: 1958, 1961, 1964, 1967, 1970, 1974, 1978, 1982, 1986, 1990)                               |
| Montenegro    | Europa (EHF)        | Play-off-Sieger                      | 17. Juni 2012           | 01 (2005) 4 (10 unter SFR Jugoslawien: 1958, 1961, 1964, 1967, 1970, 1974, 1978, 1982, 1986, 1990)                                               |
| Belarus       | Europa (EHF)        | Play-off-Sieger                      | 17. Juni 2012           | 01 (1995) |
| Australien    | Ozeanien (OCHF)     | Qualifikationserfolg über Neuseeland | 23. Juni 2012           | 06 (1999, 2003, 2005, 2007, 2009, 2011) |
| Argentinien   | Panamerika (PATHF)  | Panamerika-Meister 2012              | 24. Juni 2012           | 08 (1997, 1999, 2001, 2003, 2005, 2007, 2009, 2011)                                                                                              |
| Brasilien     | Panamerika (PATHF)  | 2. der Panamerika-Meisterschaft 2012 | 24. Juni 2012           | 10 (1958, 1995, 1997, 1999, 2001, 2003, 2005, 2007, 2009, 2011)                                                                                  |
| Chile         | Panamerika (PATHF)  | 3. der Panamerika-Meisterschaft 2012 | 24. Juni 2012           | 01 (2011) |

## Gruppenauslosung
Die Auslosung der Vorrundengruppen der Handball-Weltmeisterschaft 2013 fand am 19. Juli 2012 in den Jardines del Buen Retiro in Madrid statt. Die 24 qualifizierten Mannschaften wurden in vier Gruppen mit jeweils sechs Teams aufgeteilt. Dadurch ergeben sich folgende Gruppen :
| Gruppe A (Granollers)                                                        | Gruppe B (Sevilla)                                          | Gruppe C (Saragossa)                                               | Gruppe D (Madrid)                                               |
| ---------------------------------------------------------------------------- | ----------------------------------------------------------- | ------------------------------------------------------------------ | --------------------------------------------------------------- |
| - Frankreich - Deutschland - Argentinien - Tunesien - Montenegro - Brasilien | - Dänemark - Mazedonien - Island - Katar - Russland - Chile | - Serbien - Slowenien - Polen - Südkorea - Belarus - Saudi-Arabien | - Spanien - Kroatien - Ungarn - Algerien - Ägypten - Australien |

## Spielplan
Die Vorrunde begann am 11. Januar 2013 mit dem Eröffnungsspiel Spanien gegen Algerien in Madrid. Für die restlichen 22 Teams begann das Turnier einen Tag später. Die Vorrunde wurde in vier Gruppen à sechs Mannschaften gespielt; die einzelnen Gruppen spielten in Madrid, Barcelona/Granollers, Sevilla und Saragossa. Die Vorrunde endete am 19. Januar 2013.
Die Teams, die nach den Vorrundenspielen die Plätze 1 bis 4 in ihrer Gruppe belegten, qualifizierten sich für die Finalrunde. Die Mannschaften auf den Plätzen 5 und 6 spielten am 21. und 22. Januar 2013 im President’s Cup weiter.
In der Finalrunde fanden am 20. und 21. Januar 2013 die Spiele des Achtelfinals in Barcelona und Saragossa statt. Das Viertelfinale fand am 23. Januar, das Halbfinale am 25. Januar statt. Das Spiel um Platz 3 und das Finale fand am 26. und 27. Januar 2013 statt.

### Vorrunde

#### Wertungskriterien
Bei Punktgleichheit von zwei oder mehr Mannschaften entschieden nach Abschluss der Vorrunde folgende Kriterien über die Platzierung:
1. höhere Anzahl Punkte in den Direktbegegnungen der punktgleichen Teams;
2. bessere Tordifferenz in den Direktbegegnungen der punktgleichen Teams;
3. höhere Anzahl Tore in den Direktbegegnungen der punktgleichen Teams;
4. bessere Tordifferenz aus allen Gruppenspielen;
5. höhere Anzahl Tore aus allen Gruppenspielen;
6. das Los.

| Legende |                                                  |
|         | Mannschaft ist für das Achtelfinale qualifiziert |
|         | Mannschaft nimmt am President’s Cup teil         |

#### Gruppe A
Die Spiele der Gruppe A wurden in Granollers und Barcelona ausgetragen.
| Rang | Team        | Sp. | S | U | N | Tore    | Diff. | Pkt. |
| ---- | ----------- | --- | - | - | - | ------- | ----- | ---- |
| 1.   | Deutschland | 5   | 4 | 0 | 1 | 148:126 | +22   | 8    |
| 2.   | Frankreich  | 5   | 4 | 0 | 1 | 154:124 | +30   | 8    |
| 3.   | Brasilien   | 5   | 3 | 0 | 2 | 122:127 | −05   | 6    |
| 4.   | Tunesien    | 5   | 3 | 0 | 2 | 123:123 | ±0    | 6    |
| 5.   | Argentinien | 5   | 1 | 0 | 4 | 116:138 | −22   | 2    |
| 6.   | Montenegro  | 5   | 0 | 0 | 5 | 117:142 | −25   | 0    |

| 1. Spieltag: Samstag, 12. Januar 2013, Palau d’Esports, Granollers  | 1. Spieltag: Samstag, 12. Januar 2013, Palau d’Esports, Granollers | 1. Spieltag: Samstag, 12. Januar 2013, Palau d’Esports, Granollers | 1. Spieltag: Samstag, 12. Januar 2013, Palau d’Esports, Granollers | 1. Spieltag: Samstag, 12. Januar 2013, Palau d’Esports, Granollers |
| ------------------------------------------------------------------- | ------------------------------------------------------------------ | ------------------------------------------------------------------ | ------------------------------------------------------------------ | ------------------------------------------------------------------ |
| 16:00 Uhr                                                           | 1800 Zuschauer                                                     | Deutschland Steffen Weinhold (7 Tore)                              | 33 : 23 (12 : 10)                                                  | Brasilien Cardoso, Pacheco, Patrianova (4 Tore)                    |
| 18:15 Uhr                                                           | 3900 Zuschauer                                                     | Argentinien Diego Simonet (7 Tore)                                 | 28 : 26 (13 : 12)                                                  | Montenegro Zoran Roganović (6 Tore)                                |
| 20:45 Uhr                                                           | 5200 Zuschauer                                                     | Frankreich Fernandez, Abalo (6 Tore)                               | 30 : 27 (13 : 14)                                                  | Tunesien Amine Bannour (7 Tore)                                    |
| 2. Spieltag: Sonntag, 13. Januar 2013, Palau d’Esports, Granollers  |                                                                    |                                                                    |                                                                    |                                                                    |
| 15:00 Uhr                                                           | 3900 Zuschauer                                                     | Brasilien Fernando José Pacheco (8 Tore)                           | 24 : 20 (09 : 08)                                                  | Argentinien Fernández, D. Simonet (5 Tore)                         |
| 17:20 Uhr                                                           | 3900 Zuschauer                                                     | Tunesien Wael Jallouz (8 Tore)                                     | 25 : 23 (13 : 13)                                                  | Deutschland Sven-Sören Christophersen (7 Tore)                     |
| 19:30 Uhr                                                           | 4200 Zuschauer                                                     | Montenegro Vasko Ševaljević (5 Tore)                               | 20 : 32 (11 : 17)                                                  | Frankreich Jérôme Fernandez (6 Tore)                               |
| 3. Spieltag: Dienstag, 15. Januar 2013, Palau d’Esports, Granollers |                                                                    |                                                                    |                                                                    |                                                                    |
| 16:00 Uhr                                                           | 2300 Zuschauer                                                     | Tunesien Ben Salah, Toumi (5 Tore)                                 | 27 : 25 (11 : 11)                                                  | Montenegro Fahrudin Melić (6 Tore)                                 |
| 18:15 Uhr                                                           | 3500 Zuschauer                                                     | Deutschland Patrick Wiencek (5 Tore)                               | 31 : 27 (17 : 13)                                                  | Argentinien Diego Simonet (9 Tore)                                 |
| 20:45 Uhr                                                           | 3400 Zuschauer                                                     | Frankreich Michaël Guigou (6 Tore)                                 | 27 : 22 (12 : 05)                                                  | Brasilien Alexandro Pozzer (4 Tore)                                |
| 4. Spieltag: Mittwoch, 16. Januar 2013, Palau d’Esports, Granollers |                                                                    |                                                                    |                                                                    |                                                                    |
| 16:00 Uhr                                                           | ---- Zuschauer                                                     | Brasilien Lucas Candido (5 Tore)                                   | 27 : 22 (13 : 11)                                                  | Tunesien Kamel Alouini (6 Tore)                                    |
| 18:30 Uhr                                                           | 3600 Zuschauer                                                     | Deutschland Theuerkauf, Klein (4 Tore)                             | 29 : 21 (13 : 11)                                                  | Montenegro Fahrudin Melić (7 Tore)                                 |
| 20:45 Uhr                                                           | 2800 Zuschauer                                                     | Argentinien Pablo Simonet (8 Tore)                                 | 23 : 35 (06 : 19)                                                  | Frankreich Samuel Honrubia (7 Tore)                                |
| 5. Spieltag: Freitag, 18. Januar 2013, Palau Sant Jordi, Barcelona  |                                                                    |                                                                    |                                                                    |                                                                    |
| 16:00 Uhr                                                           | -.--- Zuschauer                                                    | Argentinien Sebastián Simonet (4 Tore)                             | 18 : 22 (06 : 07)                                                  | Tunesien Abdelhak Ben Salah (5 Tore)                               |
| 18:15 Uhr                                                           | 10.000 Zuschauer                                                   | Frankreich Nikola Karabatić (8 Tore)                               | 30 : 32 (16 : 16)                                                  | Deutschland Patrick Groetzki (6 Tore)                              |
| 20:45 Uhr                                                           | 2000 Zuschauer                                                     | Montenegro Mladen Rakčević (7 Tore)                                | 25 : 26 (10 : 11)                                                  | Brasilien Felipe Borges (7 Tore)                                   |

#### Gruppe B
Die Spiele der Gruppe B wurden in Sevilla ausgetragen.
| Rang | Team       | Sp. | S | U | N | Tore    | Diff. | Pkt. |
| ---- | ---------- | --- | - | - | - | ------- | ----- | ---- |
| 1.   | Dänemark   | 5   | 5 | 0 | 0 | 184:136 | +48   | 10   |
| 2.   | Russland   | 5   | 3 | 1 | 1 | 151:131 | +20   | 07   |
| 3.   | Island     | 5   | 3 | 0 | 2 | 153:136 | +17   | 06   |
| 4.   | Mazedonien | 5   | 2 | 1 | 2 | 142:143 | −01   | 05   |
| 5.   | Katar      | 5   | 1 | 0 | 4 | 139:166 | −27   | 02   |
| 6.   | Chile      | 5   | 0 | 0 | 5 | 121:178 | −57   | 0    |

| 1. Spieltag: Samstag, 12. Januar 2013, Palacio de Deportes San Pablo, Sevilla  | 1. Spieltag: Samstag, 12. Januar 2013, Palacio de Deportes San Pablo, Sevilla | 1. Spieltag: Samstag, 12. Januar 2013, Palacio de Deportes San Pablo, Sevilla | 1. Spieltag: Samstag, 12. Januar 2013, Palacio de Deportes San Pablo, Sevilla | 1. Spieltag: Samstag, 12. Januar 2013, Palacio de Deportes San Pablo, Sevilla |
| ------------------------------------------------------------------------------ | ----------------------------------------------------------------------------- | ----------------------------------------------------------------------------- | ----------------------------------------------------------------------------- | ----------------------------------------------------------------------------- |
| 15:45 Uhr                                                                      | -.--- Zuschauer                                                               | Mazedonien Kiril Lazarov (8 Tore)                                             | 30 : 28 (12 : 10)                                                             | Chile Rodrigo Salinas Muñoz (8 Tore)                                          |
| 18:00 Uhr                                                                      | -.--- Zuschauer                                                               | Island Guðjón Valur Sigurðsson (7 Tore)                                       | 25 : 30 (13 : 14)                                                             | Russland Sergei Gorbok (6 Tore)                                               |
| 20:15 Uhr                                                                      | -.--- Zuschauer                                                               | Dänemark Eggert, Lindberg (8 Tore)                                            | 41 : 27 (19 : 13)                                                             | Katar Abdelhak, al-Rayes (4 Tore)                                             |
| 2. Spieltag: Sonntag, 13. Januar 2013, Palacio de Deportes San Pablo, Sevilla  |                                                                               |                                                                               |                                                                               |                                                                               |
| 15:45 Uhr                                                                      | -.--- Zuschauer                                                               | Chile Erwin Feuchtmann Perez (6 Tore)                                         | 22 : 38 (11 : 18)                                                             | Island Arnór Þór Gunnarsson (7 Tore)                                          |
| 18:00 Uhr                                                                      | -.--- Zuschauer                                                               | Katar Boumendjel, Osman (5 Tore)                                              | 30 : 34 (13 : 21)                                                             | Mazedonien Kiril Lazarov (9 Tore)                                             |
| 20:15 Uhr                                                                      | -.--- Zuschauer                                                               | Russland Timur Dibirow (7 Tore)                                               | 27 : 31 (13 : 14)                                                             | Dänemark Nikolaj Markussen (6 Tore)                                           |
| 3. Spieltag: Dienstag, 15. Januar 2013, Palacio de Deportes San Pablo, Sevilla |                                                                               |                                                                               |                                                                               |                                                                               |
| 15:45 Uhr                                                                      | -.--- Zuschauer                                                               | Katar Wajdi Sinen (5 Tore)                                                    | 22 : 29 (13 : 16)                                                             | Russland Timur Dibirow (6 Tore)                                               |
| 18:00 Uhr                                                                      | -.--- Zuschauer                                                               | Mazedonien Dejan Manaskov (5 Tore)                                            | 19 : 23 (10 : 10)                                                             | Island Guðjón Valur Sigurðsson (9 Tore)                                       |
| 20:15 Uhr                                                                      | -.--- Zuschauer                                                               | Dänemark Anders Eggert (9 Tore)                                               | 43 : 24 (17 : 13)                                                             | Chile Rodrigo Salinas Muñoz (10 Tore)                                         |
| 4. Spieltag: Mittwoch, 16. Januar 2013, Palacio de Deportes San Pablo, Sevilla |                                                                               |                                                                               |                                                                               |                                                                               |
| 15:45 Uhr                                                                      | -.--- Zuschauer                                                               | Mazedonien Kiril Lazarov (10 Tore)                                            | 29 : 29 (13 : 16)                                                             | Russland Timur Dibirow (8 Tore)                                               |
| 18:00 Uhr                                                                      | -.--- Zuschauer                                                               | Chile Rodrigo Salinas Muñoz (7 Tore)                                          | 23 : 31 (09 : 16)                                                             | Katar Sahbi Aziza (8 Tore)                                                    |
| 20:15 Uhr                                                                      | -.--- Zuschauer                                                               | Island Kári Kristján Kristjánsson (8 Tore)                                    | 28 : 36 (13 : 16)                                                             | Dänemark Eggert, Lindberg, Hansen (7 Tore)                                    |
| 5. Spieltag: Freitag, 18. Januar 2013, Palacio de Deportes San Pablo, Sevilla  |                                                                               |                                                                               |                                                                               |                                                                               |
| 15:45 Uhr                                                                      | -.--- Zuschauer                                                               | Russland Timur Dibirow (11 Tore)                                              | 36 : 24 (18 : 13)                                                             | Chile Emil Feuchtmann Perez (9 Tore)                                          |
| 18:00 Uhr                                                                      | -.--- Zuschauer                                                               | Island Guðjón Valur Sigurðsson (10 Tore)                                      | 39 : 29 (19 : 14)                                                             | Katar Wajdi Sinen (8 Tore)                                                    |
| 20:15 Uhr                                                                      | -.--- Zuschauer                                                               | Dänemark Mikkel Hansen (5 Tore)                                               | 33 : 30 (13 : 14)                                                             | Mazedonien F. Lazarov, K. Lazarov (5 Tore)                                    |

#### Gruppe C
Die Spiele der Gruppe C wurden in Saragossa ausgetragen.
| Rang | Team          | Sp. | S | U | N | Tore    | Diff. | Pkt. |
| ---- | ------------- | --- | - | - | - | ------- | ----- | ---- |
| 1.   | Slowenien     | 5   | 5 | 0 | 0 | 151:130 | +21   | 10   |
| 2.   | Polen         | 5   | 4 | 0 | 1 | 134:110 | +24   | 08   |
| 3.   | Serbien       | 5   | 3 | 0 | 2 | 150:128 | +22   | 06   |
| 4.   | Belarus       | 5   | 2 | 0 | 3 | 135:120 | +15   | 04   |
| 5.   | Saudi-Arabien | 5   | 1 | 0 | 4 | 095:145 | −50   | 02   |
| 6.   | Südkorea      | 5   | 0 | 0 | 5 | 116:148 | −32   | 0    |

| 1. Spieltag: Samstag, 12. Januar 2013, Pabellón Príncipe Felipe, Saragossa    | 1. Spieltag: Samstag, 12. Januar 2013, Pabellón Príncipe Felipe, Saragossa | 1. Spieltag: Samstag, 12. Januar 2013, Pabellón Príncipe Felipe, Saragossa | 1. Spieltag: Samstag, 12. Januar 2013, Pabellón Príncipe Felipe, Saragossa | 1. Spieltag: Samstag, 12. Januar 2013, Pabellón Príncipe Felipe, Saragossa |
| ----------------------------------------------------------------------------- | -------------------------------------------------------------------------- | -------------------------------------------------------------------------- | -------------------------------------------------------------------------- | -------------------------------------------------------------------------- |
| 15:45 Uhr                                                                     | 3000 Zuschauer                                                             | Serbien Momir Ilić (7 Tore)                                                | 31 : 22 (13 : 09)                                                          | Südkorea Eom Hyo-won (6 Tore)                                              |
| 18:00 Uhr                                                                     | 3000 Zuschauer                                                             | Slowenien Gašper Marguč (6 Tore)                                           | 32 : 22 (17 : 15)                                                          | Saudi-Arabien H. al-Obaidi, al-Abdulali (5 Tore)                           |
| 20:15 Uhr                                                                     | 3000 Zuschauer                                                             | Polen Krzysztof Lijewski (7 Tore)                                          | 24 : 22 (14 : 09)                                                          | Belarus Siarhei Rutenka (9 Tore)                                           |
| 2. Spieltag: Montag, 14. Januar 2013, Pabellón Príncipe Felipe, Saragossa     |                                                                            |                                                                            |                                                                            |                                                                            |
| 15:45 Uhr                                                                     | 0500 Zuschauer                                                             | Südkorea Jeong, Kim S.-h. (6 Tore)                                         | 27 : 34 (13 : 14)                                                          | Slowenien Dragan Gajič (11 Tore)                                           |
| 18:00 Uhr                                                                     | 1000 Zuschauer                                                             | Belarus Siarhei Rutenka (11 Tore)                                          | 28 : 34 (13 : 20)                                                          | Serbien Nenadić, Nikčević, Vujin (5 Tore)                                  |
| 20:15 Uhr                                                                     | 1000 Zuschauer                                                             | Saudi-Arabien Mahdi al-Salem (4 Tore)                                      | 14 : 28 (06 : 14)                                                          | Polen Bartczak, Orzechowski (5 Tore)                                       |
| 3. Spieltag: Dienstag, 15. Januar 2013, Pabellón Príncipe Felipe, Saragossa   |                                                                            |                                                                            |                                                                            |                                                                            |
| 15:45 Uhr                                                                     | 0400 Zuschauer                                                             | Südkorea Eom Hyo-won (7 Tore)                                              | 20 : 26 (10 : 12)                                                          | Belarus Siarhei Rutenka (10 Tore)                                          |
| 18:00 Uhr                                                                     | 0700 Zuschauer                                                             | Serbien Momir Ilić (9 Tore)                                                | 30 : 20 (12 : 10)                                                          | Saudi-Arabien Ahmad al-Abdulali (8 Tore)                                   |
| 20:15 Uhr                                                                     | 1500 Zuschauer                                                             | Slowenien Borut Mačkovšek (8 Tore)                                         | 25 : 24 (11 : 14)                                                          | Polen B. Jurecki, M. Jurecki (5 Tore)                                      |
| 4. Spieltag: Donnerstag, 17. Januar 2013, Pabellón Príncipe Felipe, Saragossa |                                                                            |                                                                            |                                                                            |                                                                            |
| 15:45 Uhr                                                                     | 0700 Zuschauer                                                             | Slowenien Dragan Gajič (8 Tore)                                            | 27 : 26 (12 : 17)                                                          | Belarus Siarhei Rutenka (9 Tore)                                           |
| 18:00 Uhr                                                                     | 1200 Zuschauer                                                             | Saudi-Arabien Mahdi al-Salem (5 Tore)                                      | 24 : 22 (11 : 13)                                                          | Südkorea Eom Hyo-won (6 Tore)                                              |
| 20:15 Uhr                                                                     | 2500 Zuschauer                                                             | Polen Bartosz Jurecki (9 Tore)                                             | 25 : 24 (11 : 13)                                                          | Serbien Momir Ilić (9 Tore)                                                |
| 5. Spieltag: Samstag, 19. Januar 2013, Pabellón Príncipe Felipe, Saragossa    |                                                                            |                                                                            |                                                                            |                                                                            |
| 15:45 Uhr                                                                     | 1300 Zuschauer                                                             | Belarus Sjarhej Schylowitsch (6 Tore)                                      | 33 : 15 (18 : 05)                                                          | Saudi-Arabien Turki al-Enbaawi (3 Tore)                                    |
| 18:00 Uhr                                                                     | 3000 Zuschauer                                                             | Polen Bartosz Jurecki (10 Tore)                                            | 33 : 25 (18 : 11)                                                          | Südkorea Yoon Ci-yoel (9 Tore)                                             |
| 20:15 Uhr                                                                     | 4000 Zuschauer                                                             | Serbien Marko Vujin (7 Tore)                                               | 31 : 33 (16 : 19)                                                          | Slowenien Dragan Gajič (7 Tore)                                            |

#### Gruppe D
Die Spiele der Gruppe D wurden in Madrid ausgetragen.
| Rang | Team       | Sp. | S | U | N | Tore    | Diff. | Pkt. |
| ---- | ---------- | --- | - | - | - | ------- | ----- | ---- |
| 1.   | Kroatien   | 5   | 5 | 0 | 0 | 148:099 | +049  | 10   |
| 2.   | Spanien    | 5   | 4 | 0 | 1 | 160:098 | +062  | 08   |
| 3.   | Ungarn     | 5   | 3 | 0 | 2 | 147:120 | +027  | 06   |
| 4.   | Ägypten    | 5   | 1 | 1 | 3 | 130:123 | +07   | 03   |
| 5.   | Algerien   | 5   | 1 | 1 | 3 | 123:126 | −03   | 03   |
| 6.   | Australien | 5   | 0 | 0 | 5 | 066:208 | −142  | 0    |

| 1. Spieltag: Freitag, 11. Januar 2013, Caja Mágica, Madrid    | 1. Spieltag: Freitag, 11. Januar 2013, Caja Mágica, Madrid | 1. Spieltag: Freitag, 11. Januar 2013, Caja Mágica, Madrid | 1. Spieltag: Freitag, 11. Januar 2013, Caja Mágica, Madrid | 1. Spieltag: Freitag, 11. Januar 2013, Caja Mágica, Madrid |
| ------------------------------------------------------------- | ---------------------------------------------------------- | ---------------------------------------------------------- | ---------------------------------------------------------- | ---------------------------------------------------------- |
| 19:00 Uhr                                                     | 7400 Zuschauer                                             | Spanien Víctor Tomás (8 Tore)                              | 27 : 14 (14 : 05)                                          | Algerien Mohamed Aski Mokrani (4 Tore)                     |
| 1. Spieltag: Samstag, 12. Januar 2013, Caja Mágica, Madrid    |                                                            |                                                            |                                                            |                                                            |
| 16:45 Uhr                                                     | 2500 Zuschauer                                             | Kroatien Zlatko Horvat (8 Tore)                            | 36 : 13 (17 : 04)                                          | Australien Tommy Fletcher (5 Tore)                         |
| 19:00 Uhr                                                     | 5100 Zuschauer                                             | Ungarn Gábor Császár (8 Tore)                              | 32 : 23 (17 : 09)                                          | Ägypten Ahmed El-Ahmar (5 Tore)                            |
| 2. Spieltag: Montag, 14. Januar 2013, Caja Mágica, Madrid     |                                                            |                                                            |                                                            |                                                            |
| 16:45 Uhr                                                     | 1500 Zuschauer                                             | Algerien Hichem Daoud (6 Tore)                             | 20 : 31 (12 : 15)                                          | Kroatien Ivan Čupić (8 Tore)                               |
| 19:00 Uhr                                                     | 7500 Zuschauer                                             | Ägypten Ahmed El-Ahmar (5 Tore)                            | 24 : 29 (11 : 16)                                          | Spanien Valero Rivera (6 Tore)                             |
| 21:15 Uhr                                                     | 1500 Zuschauer                                             | Australien Tommy Fletcher (6 Tore)                         | 13 : 43 (06 : 20)                                          | Ungarn Gábor Császár (8 Tore)                              |
| 3. Spieltag: Dienstag, 15. Januar 2013, Caja Mágica, Madrid   |                                                            |                                                            |                                                            |                                                            |
| 16:45 Uhr                                                     | 1000 Zuschauer                                             | Algerien Benali, Chehbour, Mokrani (5 Tore)                | 24 : 24 (12 : 16)                                          | Ägypten Ahmed El-Ahmar (9 Tore)                            |
| 19:00 Uhr                                                     | 4500 Zuschauer                                             | Spanien Albert Rocas (9 Tore)                              | 51 : 11 (24 : 06)                                          | Australien Callum Mouncey (4 Tore)                         |
| 21:15 Uhr                                                     | 3000 Zuschauer                                             | Kroatien Ivan Čupić (8 Tore)                               | 30 : 21 (15 : 11)                                          | Ungarn Szabolcs Szöllősi (5 Tore)                          |
| 4. Spieltag: Donnerstag, 17. Januar 2013, Caja Mágica, Madrid |                                                            |                                                            |                                                            |                                                            |
| 16:45 Uhr                                                     | 1000 Zuschauer                                             | Australien Bevan Calvert (6 Tore)                          | 15 : 39 (06 : 14)                                          | Algerien Riad Chehbour (6 Tore)                            |
| 19:00 Uhr                                                     | 10500 Zuschauer                                            | Ungarn László Nagy (6 Tore)                                | 22 : 28 (14 : 14)                                          | Spanien Sarmiento, Tomás (6 Tore)                          |
| 21:15 Uhr                                                     | 3500 Zuschauer                                             | Kroatien Čupić, Kopljar, Štrlek (4 Tore)                   | 24 : 20 (11 : 09)                                          | Ägypten Ahmed El-Ahmar (8 Tore)                            |
| 5. Spieltag: Samstag, 19. Januar 2013, Caja Mágica, Madrid    |                                                            |                                                            |                                                            |                                                            |
| 16:45 Uhr                                                     | 2500 Zuschauer                                             | Ägypten Mohammad Sanad (6 Tore)                            | 39 : 14 (25 : 08)                                          | Australien Mitchell Hedges (5 Tore)                        |
| 19:00 Uhr                                                     | 10000 Zuschauer                                            | Spanien Jorge Maqueda (7 Tore)                             | 25 : 27 (13 : 15)                                          | Kroatien Ivan Čupić (8 Tore)                               |
| 21:15 Uhr                                                     | 3000 Zuschauer                                             | Ungarn Harsányi, Lékai, Ancsin (5 Tore)                    | 29 : 26 (14 : 08)                                          | Algerien Messaoud Berkous (7 Tore)                         |

### Finalrunde

#### Übersicht
|  | Achtelfinale | Achtelfinale | Achtelfinale |           |             | Viertelfinale    | Viertelfinale    | Viertelfinale    |    |  | Halbfinale | Halbfinale | Halbfinale |  |  | Finale | Finale | Finale |
|  |              |              |              |           |             |                  |                  |                  |    |  |            |            |            |  |  |        |        |        |
|  | A1           | Deutschland  | 28           |           |             |                  |                  |                  |    |  |            |            |            |  |  |        |        |        |
|  | B4           | Mazedonien   | 23           |           |             |                  |                  |                  |    |  |            |            |            |  |  |        |        |        |
|  | B4           | Mazedonien   | 23           | A1        | Deutschland | 24               |                  |                  |    |  |            |            |            |  |  |        |        |        |
|  |              |              |              | A1        | Deutschland | 24               |                  |                  |    |  |            |            |            |  |  |        |        |        |
|  |              |              | D2           | Spanien   | 28          |                  |                  |                  |    |  |            |            |            |  |  |        |        |        |
|  | C3           | Serbien      | D2           | Spanien   | 28          | 20               |                  |                  |    |  |            |            |            |  |  |        |        |        |
|  | C3           | Serbien      |              |           |             | 20               |                  |                  |    |  |            |            |            |  |  |        |        |        |
|  | D2           | Spanien      | 31           |           |             |                  |                  |                  |    |  |            |            |            |  |  |        |        |        |
|  | D2           | Spanien      | 31           | D2        | Spanien     | 26               |                  |                  |    |  |            |            |            |  |  |        |        |        |
|  |              |              |              | D2        | Spanien     | 26               |                  |                  |    |  |            |            |            |  |  |        |        |        |
|  |              | C1           | Slowenien    | 22        |             |                  |                  |                  |    |  |            |            |            |  |  |        |        |        |
|  | A3           | C1           | Slowenien    | 22        | Brasilien   | 26               |                  |                  |    |  |            |            |            |  |  |        |        |        |
|  | A3           |              |              |           | Brasilien   | 26               |                  |                  |    |  |            |            |            |  |  |        |        |        |
|  | B2           | Russland     | 27           |           |             |                  |                  |                  |    |  |            |            |            |  |  |        |        |        |
|  | B2           | Russland     | 27           | B2        | Russland    | 27               |                  |                  |    |  |            |            |            |  |  |        |        |        |
|  |              |              |              | B2        | Russland    | 27               |                  |                  |    |  |            |            |            |  |  |        |        |        |
|  |              |              | C1           | Slowenien | 28          |                  |                  |                  |    |  |            |            |            |  |  |        |        |        |
|  | C1           | Slowenien    | C1           | Slowenien | 28          | 31               |                  |                  |    |  |            |            |            |  |  |        |        |        |
|  | C1           | Slowenien    |              |           |             |                  |                  |                  |    |  |            |            |            |  |  |        |        |        |
|  | D4           | Ägypten      | 26           |           |             |                  |                  |                  |    |  |            |            |            |  |  |        |        |        |
|  | D4           | Ägypten      | 26           | D2        | Spanien     | 35               |                  |                  |    |  |            |            |            |  |  |        |        |        |
|  |              |              |              |           |             |                  |                  |                  |    |  |            |            |            |  |  |        |        |        |
|  |              | B1           | Dänemark     | 19        |             |                  |                  |                  |    |  |            |            |            |  |  |        |        |        |
|  | B1           | B1           | Dänemark     | 19        | Dänemark    | 30               |                  |                  |    |  |            |            |            |  |  |        |        |        |
|  | B1           |              |              |           | Dänemark    | 30               |                  |                  |    |  |            |            |            |  |  |        |        |        |
|  | A4           | Tunesien     | 23           |           |             |                  |                  |                  |    |  |            |            |            |  |  |        |        |        |
|  | A4           | Tunesien     | 23           | B1        | Dänemark    | 28               |                  |                  |    |  |            |            |            |  |  |        |        |        |
|  |              |              |              | B1        | Dänemark    | 28               |                  |                  |    |  |            |            |            |  |  |        |        |        |
|  |              |              | D3           | Ungarn    | 26          |                  |                  |                  |    |  |            |            |            |  |  |        |        |        |
|  | D3           | Ungarn       | D3           | Ungarn    | 26          | 27               |                  |                  |    |  |            |            |            |  |  |        |        |        |
|  | D3           | Ungarn       |              |           |             | 27               |                  |                  |    |  |            |            |            |  |  |        |        |        |
|  | C2           | Polen        | 19           |           |             |                  |                  |                  |    |  |            |            |            |  |  |        |        |        |
|  | C2           | Polen        | 19           | B1        | Dänemark    | 30               |                  |                  |    |  |            |            |            |  |  |        |        |        |
|  |              |              |              | B1        | Dänemark    | 30               |                  |                  |    |  |            |            |            |  |  |        |        |        |
|  |              | D1           | Kroatien     | 24        |             |                  |                  |                  |    |  |            |            |            |  |  |        |        |        |
|  | B3           | D1           | Kroatien     | 24        | Island      | 28               |                  |                  |    |  |            |            |            |  |  |        |        |        |
|  | B3           |              |              |           |             |                  |                  |                  |    |  |            |            |            |  |  |        |        |        |
|  | A2           | Frankreich   | 30           |           |             | Spiel um Platz 3 | Spiel um Platz 3 | Spiel um Platz 3 |    |  |            |            |            |  |  |        |        |        |
|  | A2           | Frankreich   | 30           | A2        | Frankreich  | Spiel um Platz 3 | Spiel um Platz 3 | Spiel um Platz 3 | 23 |  |            |            |            |  |  |        |        |        |
|  |              |              |              | A2        | Frankreich  | C1               | Slowenien        | 26               | 23 |  |            |            |            |  |  |        |        |        |
|  |              |              | D1           | Kroatien  | 30          | C1               | Slowenien        | 26               |    |  |            |            |            |  |  |        |        |        |
|  | D1           | Kroatien     | D1           | Kroatien  | 30          | 33               | D1               | Kroatien         | 31 |  |            |            |            |  |  |        |        |        |
|  | D1           | Kroatien     |              |           |             |                  |                  | Kroatien         | 31 |  |            |            |            |  |  |        |        |        |
|  | C4           | Belarus      | 24           |           |             |                  |                  |                  |    |  |            |            |            |  |  |        |        |        |

#### Achtelfinale
| So., 20. Januar 2013, 15:45 Uhr im Palau Sant Jordi, Barcelona         |                                     |                   |                                                                     |                |
| 1                                                                      | Deutschland Stefan Kneer (5 Tore)   | 28 : 23 (13 :09)  | Mazedonien Kiril Lazarov (8 Tore)                                   | 6000 Zuschauer |
| So., 20. Januar 2013, 17:30 Uhr im Pabellón Príncipe Felipe, Saragossa |                                     |                   |                                                                     |                |
| 2                                                                      | Brasilien Borges, Teixeira (6 Tore) | 26 : 27 (14 : 14) | Russland Sergei Gorbok (11 Tore)                                    | 1600 Zuschauer |
| So., 20. Januar 2013, 20:15 Uhr im Pabellón Príncipe Felipe, Saragossa |                                     |                   |                                                                     |                |
| 3                                                                      | Dänemark Nikolaj Markussen (6 Tore) | 30 : 23 (16 : 11) | Tunesien Oussama Boughanmi (5 Tore)                                 | 1700 Zuschauer |
| So., 20. Januar 2013, 20:15 Uhr im Palau Sant Jordi, Barcelona         |                                     |                   |                                                                     |                |
| 4                                                                      | Island Þórir Ólafsson (7 Tore)      | 28 : 30 (14 : 15) | Frankreich Samuel Honrubia (7 Tore)                                 | 7000 Zuschauer |
| Mo., 21. Januar 2013, 19:00 Uhr im Pabellón Príncipe Felipe, Saragossa |                                     |                   |                                                                     |                |
| 5                                                                      | Serbien Petar Nenadić (4 Tore)      | 20 : 31 (12 : 20) | Spanien Albert Rocas (7 Tore)                                       | 9400 Zuschauer |
| Mo., 21. Januar 2013, 19:00 Uhr im Palau Sant Jordi, Barcelona         |                                     |                   |                                                                     |                |
| 6                                                                      | Slowenien Jure Dolenec (6 Tore)     | 31 : 26 (19 : 11) | Ägypten Ahmed El-Ahmar (10 Tore)                                    | 3000 Zuschauer |
| Mo., 21. Januar 2013, 21:30 Uhr im Pabellón Príncipe Felipe, Saragossa |                                     |                   |                                                                     |                |
| 7                                                                      | Kroatien Luka Stepančić (6 Tore)    | 33 : 24 (21 : 09) | Belarus S. Rutenka, D. Rutenka, Kaschaneuski, Schylowitsch (4 Tore) | 5600 Zuschauer |
| Mo., 21. Januar 2013, 21:30 Uhr im Palau Sant Jordi, Barcelona         |                                     |                   |                                                                     |                |
| 8                                                                      | Ungarn Gergő Iváncsik (6 Tore)      | 27 : 19 (10 : 09) | Polen Bartosz Jurecki (5 Tore)                                      | 2600 Zuschauer |

#### Viertelfinale
| Mi., 23. Januar 2013, 18:15 Uhr im Palau Sant Jordi, Barcelona         |                                                |                   |                                     |                 |
| A                                                                      | Russland Dibirow, Schelmenko (6 Tore)          | 27 : 28 (13 : 14) | Slowenien Žvižej, Zorman (5 Tore)   | -.--- Zuschauer |
| Mi., 23. Januar 2013, 19:00 Uhr im Pabellón Príncipe Felipe, Saragossa |                                                |                   |                                     |                 |
| B                                                                      | Deutschland Sven-Sören Christophersen (6 Tore) | 24 : 28 (14 : 12) | Spanien Tomás, Aguinagalde (7 Tore) | 10600 Zuschauer |
| Mi., 23. Januar 2013, 20:45 Uhr im Palau Sant Jordi, Barcelona         |                                                |                   |                                     |                 |
| C                                                                      | Dänemark Hans Lindberg (10 Tore)               | 28 : 26 (18 : 11) | Ungarn László Nagy (8 Tore)         | 8000 Zuschauer  |
| Mi., 23. Januar 2013, 21:30 Uhr im Pabellón Príncipe Felipe, Saragossa |                                                |                   |                                     |                 |
| D                                                                      | Frankreich Cédric Sorhaindo (5 Tore)           | 23 : 30 (12 : 13) | Kroatien Domagoj Duvnjak (9 Tore)   | 7500 Zuschauer  |

#### Halbfinale
| Fr., 25. Januar 2013, 19:00 Uhr im Palau Sant Jordi, Barcelona |                                 |                   |                                  |                 |
| (I)                                                            | Spanien Joan Cañellas (5 Tore)  | 26 : 22 (13 : 12) | Slowenien Gašper Marguč (7 Tore) | -.--- Zuschauer |
| Fr., 25. Januar 2013, 21:30 Uhr im Palau Sant Jordi, Barcelona |                                 |                   |                                  |                 |
| (II)                                                           | Dänemark Anders Eggert (9 Tore) | 30 : 24 (14 : 11) | Kroatien Damir Bičanić (6 Tore)  | 14000 Zuschauer |

#### Spiel um Platz 3
| Sa., 26. Januar 2013, 19:00 Uhr im Palau Sant Jordi, Barcelona |                                  |                   |                                  |                |
| 2                                                              | Slowenien Vid Kavtičnik (4 Tore) | 26 : 31 (13 : 14) | Kroatien Duvnjak, Čupić (8 Tore) | 8500 Zuschauer |

#### Finale
| So., 27. Januar 2013, 17:15 Uhr im Palau Sant Jordi, Barcelona |                                |                   |                                          |                 |
| 1                                                              | Spanien Joan Cañellas (7 Tore) | 35 : 19 (18 : 10) | Dänemark Søndergaard, Møllgaard (4 Tore) | 16500 Zuschauer |

### President’s Cup

#### Übersicht
|  | Platzierungsrunde Platz 17–20 | Platzierungsrunde Platz 17–20 | Platzierungsrunde Platz 17–20 |    |             | Spiel um Platz 17 | Spiel um Platz 17 | Spiel um Platz 17 |
|  |                               |                               |                               |    |             |                   |                   |                   |
|  |                               |                               |                               |    |             |                   |                   |                   |
|  | A5                            | Argentinien                   | 30                            |    |             |                   |                   |                   |
|  | B5                            | Katar                         | 26                            |    |             |                   |                   |                   |
|  |                               |                               |                               | A5 | Argentinien | 23                |                   |                   |
|  |                               |                               |                               |    | D5          | Algerien          | 29                |                   |
|  | C5                            | Saudi-Arabien                 | 24                            |    |             |                   |                   |                   |
|  | D5                            | Algerien                      | 28                            |    |             | Spiel um Platz 19 | Spiel um Platz 19 | Spiel um Platz 19 |
|  |                               |                               |                               |    |             | B5                | Katar             | 30                |
|  | C5                            | Saudi-Arabien                 | 33                            |    |             |                   |                   |                   |
|  |                               |                               |                               |    |             |                   |                   |                   |

|  | Platzierungsrunde Platz 21–24 | Platzierungsrunde Platz 21–24 | Platzierungsrunde Platz 21–24 |    |            | Spiel um Platz 21 | Spiel um Platz 21 | Spiel um Platz 21 |
|  |                               |                               |                               |    |            |                   |                   |                   |
|  |                               |                               |                               |    |            |                   |                   |                   |
|  | A6                            | Montenegro                    | 35                            |    |            |                   |                   |                   |
|  | B6                            | Chile                         | 31                            |    |            |                   |                   |                   |
|  |                               |                               |                               | A6 | Montenegro | 27                |                   |                   |
|  |                               |                               |                               |    | C6         | Südkorea          | 30                |                   |
|  | C6                            | Südkorea                      | 36                            |    |            |                   |                   |                   |
|  | D6                            | Australien                    | 14                            |    |            | Spiel um Platz 23 | Spiel um Platz 23 | Spiel um Platz 23 |
|  |                               |                               |                               |    |            | B6                | Chile             | 32                |
|  | D6                            | Australien                    | 23                            |    |            |                   |                   |                   |
|  |                               |                               |                               |    |            |                   |                   |                   |

#### Platzierungsspiele
| Mo., 21. Januar 2013, 13:15 Uhr im Palacio Multiusos, Guadalajara |                                                     |                   |                                      |                |
| 1                                                                 | Argentinien Fernández, Pizarro, S. Simonet (5 Tore) | 30 : 26 (12 : 11) | Katar Hamat Madadi (6 Tore)          | 1000 Zuschauer |
| Mo., 21. Januar 2013, 15:30 im Palacio Multiusos, Guadalajara     |                                                     |                   |                                      |                |
| 2                                                                 | Saudi-Arabien Mahdi al-Salem (7 Tore)               | 24 : 28 (11 : 15) | Algerien Omar Chehbour (7 Tore)      | 0500 Zuschauer |
| Mo., 21. Januar 2013, 17:45 Uhr im Palacio Multiusos, Guadalajara |                                                     |                   |                                      |                |
| 3                                                                 | Montenegro Zoran Roganović (9 Tore)                 | 35 : 31 (18 : 11) | Chile Emil Feuchtmann Perez (8 Tore) | 0500 Zuschauer |
| Mo., 21. Januar 2013, 20:00 Uhr im Palacio Multiusos, Guadalajara |                                                     |                   |                                      |                |
| 4                                                                 | Südkorea Lee Eun-Ho (7 Tore)                        | 36 : 14 (19 : 06) | Australien Daniel Kelly (4 Tore)     | 0500 Zuschauer |

#### Spiel um Platz 23
| Di., 22. Januar 2013, 13:15 Uhr im Palacio Multiusos, Guadalajara |                                              |                   |                                   |                |
| (I)                                                               | Chile E. Feuchtmann Perez, Martínez (6 Tore) | 32 : 23 (17 : 10) | Australien Bevan Calvert (8 Tore) | 1000 Zuschauer |

#### Spiel um Platz 21
| Di., 22. Januar 2013, 15:30 Uhr im Palacio Multiusos, Guadalajara |                                       |                   |                                   |                |
| (II)                                                              | Montenegro Vasko Ševaljević (11 Tore) | 27 : 30 (13 : 12) | Südkorea Jeong Yi-kyeong (8 Tore) | 0500 Zuschauer |

#### Spiel um Platz 19
| Di., 22. Januar 2013, 17:45 Uhr im Palacio Multiusos, Guadalajara |                               |                                 |                                         |                |
| (III)                                                             | Katar Hassan Mabrouk (8 Tore) | 30 : 33 n.S. (29 : 29, 18 : 10) | Saudi-Arabien Sultan al-Obaidi (7 Tore) | 0800 Zuschauer |

#### Spiel um Platz 17
| Di., 22. Januar 2013, 20:00 Uhr im Palacio Multiusos, Guadalajara |                                          |                   |                                 |                |
| (IV)                                                              | Argentinien S. Simonet, Pizarro (5 Tore) | 23 : 29 (10 : 12) | Algerien Omar Chehbour (7 Tore) | 1000 Zuschauer |

## Schiedsrichter
| Schiedsrichter | Schiedsrichter                      |
| -------------- | ----------------------------------- |
| Brasilien      | Jesus Menezes Rogério Pinto         |
| Deutschland    | Lars Geipel Marcus Helbig           |
| Elfenbeinküste | Yalatima Coulibaly Mamadou Diabaté  |
| Island         | Hlynur Leifsson Anton Gylfi Pálsson |
| Katar          | Saleh Bamutref Mansour al-Suwaidi   |
| Kroatien       | Matija Gubica Boris Milošević       |
| Mazedonien     | Gjorgji Načevski Slave Nikolov      |
| Portugal       | Ivan Caçador Eurico Nicolau         |

| Schiedsrichter               | Schiedsrichter                      |
| ---------------------------- | ----------------------------------- |
| Rumänien                     | Bogdan Stark Romeo Ştefan           |
| Serbien                      | Nenad Nikolić Dušan Stojković       |
| Slowakei                     | Michal Baďura Jaroslav Ondogrecula  |
| Slowenien                    | Nenad Krstič Peter Ljubič           |
| Spanien                      | Ignacio García Andreu Marín         |
| Spanien                      | Óscar Raluy Ángel Sabroso           |
| Tschechien                   | Václav Horáček Jiří Novotný         |
| Vereinigte Arabische Emirate | Omar al-Marzouqi Mohammad al-Nuaimi |

## Abschlussplatzierungen
Die Platzierungen ergaben sich nach folgenden Kriterien:
- Plätze 1 bis 4: Ergebnisse im Finale sowie im Spiel um Platz 3
- Plätze 5 bis 8 (Verlierer der Viertelfinalpartien): relevant sind die Ergebnisse der Vorrundenspiele gegen die ersten vier Mannschaften der jeweiligen Gruppe, hierbei zuerst die erzielten Punkte, dann die Tordifferenz, dann Anzahl der erzielten Tore[3][4]
- Plätze 9 bis 16 (Verlierer der Achtelfinalpartien): relevant sind die Ergebnisse der Vorrundenspiele gegen die ersten vier Mannschaften der jeweiligen Gruppe, hierbei zuerst die erzielten Punkte, dann die Tordifferenz, dann Anzahl der erzielten Tore
- Plätze 17 bis 20: Ergebnisse der Platzierungsspiele des President’s Cup unter den Fünftplatzierten der Vorrunde
- Plätze 21 bis 24: Ergebnisse der Platzierungsspiele des President’s Cup unter den Sechstplatzierten der Vorrunde

| Rang   | Team          | Sp. | S | U | N | Tore    | Diff. |
| ------ | ------------- | --- | - | - | - | ------- | ----- |
| Gold   | Spanien a     | 9   | 8 | 0 | 1 | 280:183 | +097  |
| Silber | Dänemark      | 9   | 8 | 0 | 1 | 291:244 | +047  |
| Bronze | Kroatien      | 9   | 8 | 0 | 1 | 266:202 | +064  |
| 04.    | Slowenien     | 9   | 7 | 0 | 2 | 258:240 | +018  |
| 05.    | Deutschland   | 7   | 5 | 0 | 2 | 200:177 | +023  |
| 06.    | Frankreich    | 7   | 5 | 0 | 2 | 207:182 | +025  |
| 07.    | Russland      | 7   | 4 | 1 | 2 | 205:185 | +020  |
| 08.    | Ungarn        | 7   | 4 | 0 | 3 | 200:167 | +033  |
| 09.    | Polen         | 6   | 4 | 0 | 2 | 153:137 | +016  |
| 10.    | Serbien       | 6   | 3 | 0 | 3 | 170:159 | +011  |
| 11.    | Tunesien      | 6   | 3 | 0 | 3 | 146:153 | −007  |
| 12.    | Island        | 6   | 3 | 0 | 3 | 181:166 | +015  |
| 13.    | Brasilien     | 6   | 3 | 0 | 3 | 148:154 | −006  |
| 14.    | Mazedonien    | 6   | 2 | 1 | 3 | 165:171 | −006  |
| 15.    | Belarus       | 6   | 2 | 0 | 4 | 159:153 | +006  |
| 16.    | Ägypten       | 6   | 1 | 1 | 4 | 156:154 | +002  |
| 17.    | Algerien b    | 7   | 3 | 1 | 3 | 180:173 | +007  |
| 18.    | Argentinien   | 7   | 2 | 0 | 5 | 169:193 | −024  |
| 19.    | Saudi-Arabien | 7   | 2 | 0 | 5 | 152:203 | −051  |
| 20.    | Katar c       | 7   | 1 | 0 | 6 | 195:229 | −034  |
| 21.    | Südkorea      | 7   | 2 | 0 | 5 | 182:189 | −007  |
| 22.    | Montenegro    | 7   | 1 | 0 | 6 | 179:203 | −024  |
| 23.    | Chile         | 7   | 1 | 0 | 6 | 184:236 | −052  |
| 24.    | Australien    | 7   | 0 | 0 | 7 | 103:276 | −173  |

## Auszeichnungen
- Bester Spieler (Most Valuable Player, MVP): Mikkel Hansen

### All-Star-Team
| Timur Dibirow |                    | Julen Aguinagalde      |             | Hans Lindberg |
|               | Alberto Entrerríos |                        | László Nagy |               |
|               |                    | Domagoj Duvnjak        |             |               |
|               |                    | Niklas Landin Jacobsen |             |               |

## Statistiken

### Torschützen
| Pl.                                      | Spieler                 | Team       | Tore | Würfe | 7m-Tore | 7m-Würfe | Spiele | Tore/Spiel |
| ---------------------------------------- | ----------------------- | ---------- | ---- | ----- | ------- | -------- | ------ | ---------- |
| 01.                                      | Anders Eggert           | Dänemark   | 55   | 65    | 25      | 26       | 9      | 6,11       |
| 02.                                      | Ivan Čupić              | Kroatien   | 50   | 70    | 19      | 22       | 9      | 5,56       |
| 03.                                      | Siarhei Rutenka         | Belarus    | 46   | 69    | 18      | 19       | 6      | 7,67       |
| 04.                                      | Timur Dibirow           | Russland   | 46   | 68    | 12      | 15       | 7      | 6,57       |
| 05.                                      | Kiril Lazarov           | Mazedonien | 44   | 75    | 16      | 20       | 6      | 7,33       |
| 06.                                      | Ahmed El-Ahmar          | Ägypten    | 42   | 77    | 11      | 13       | 7      | 6,00       |
| 07.                                      | Guðjón Valur Sigurðsson | Island     | 41   | 70    | 13      | 18       | 6      | 6,83       |
| 08.                                      | Emil Feuchtmann Perez   | Chile      | 40   | 65    | 09      | 11       | 7      | 5,71       |
| 09.                                      | Domagoj Duvnjak         | Kroatien   | 40   | 71    | 0–      | 0–       | 9      | 4,44       |
| 10.                                      | Jure Dolenec            | Slowenien  | 39   | 51    | 05      | 06       | 9      | 4,33       |
| Quelle: ihf.info, Stand: 27. Januar 2013 |                         |            |      |       |         |          |        |            |

### Beste Torhüter
| Pl.                                      | Spieler                | Team       | gehaltene Würfe | Würfe | Anteil geh. Würfe | gehaltene 7m-Würfe | 7m-Würfe | Anteil geh. 7m-Würfe | Spiele |
| ---------------------------------------- | ---------------------- | ---------- | --------------- | ----- | ----------------- | ------------------ | -------- | -------------------- | ------ |
| 01.                                      | Marcin Wichary         | Polen      | 34              | 073   | 46,6 %            | 3                  | 09       | 33,3 %               | 5      |
| 02.                                      | Karim Hendawy          | Ägypten    | 22              | 050   | 44,0 %            | 4                  | 11       | 36,4 %               | 5      |
| 03.                                      | Péter Tatai            | Ungarn     | 46              | 106   | 43,4 %            | 2                  | 07       | 28,6 %               | 5      |
| 04.                                      | José Manuel Sierra     | Spanien    | 31              | 079   | 39,2 %            | 2                  | 08       | 25,0 %               | 5      |
| 05.                                      | Primož Prošt           | Slowenien  | 56              | 143   | 39,2 %            | 4                  | 12       | 33,3 %               | 9      |
| 06.                                      | Niklas Landin Jacobsen | Dänemark   | 84              | 216   | 38,9 %            | 2                  | 15       | 13,3 %               | 7      |
| 07.                                      | Roland Mikler          | Ungarn     | 67              | 174   | 38,5 %            | 2                  | 11       | 18,2 %               | 6      |
| 08.                                      | Lee Dony-myung         | Südkorea   | 34              | 089   | 38,2 %            | 2                  | 09       | 22,2 %               | 6      |
| 09.                                      | Mirko Alilović         | Kroatien   | 97              | 268   | 36,2 %            | 4                  | 20       | 20,0 %               | 9      |
| 10.                                      | Thierry Omeyer         | Frankreich | 62              | 172   | 36,0 %            | 3                  | 13       | 23,1 %               | 6      |
| Quelle: ihf.info, Stand: 26. Januar 2013 |                        |            |                 |       |                   |                    |          |                      |        |

## Aufgebote

### Medaillengewinner
| Spanien | Dänemark | Kroatien |
| Julen Aguinagalde Aitor Ariño Joan Cañellas Alberto Entrerríos Antonio García Gedeón Guardiola Jorge Maqueda Ángel Montoro Viran Morros Valero Rivera Albert Rocas Carlos Ruesga Daniel Sarmiento José Manuel Sierra Arpad Sterbik Víctor Tomás | Anders Eggert Jannick Green Mikkel Hansen Niklas Landin Mads Larsen Rasmus Lauge Hans Lindberg Nikolaj Markussen Henrik Møllgaard Jensen Casper Ulrich Mortensen Kasper Nielsen Jesper Nøddesbo Kasper Søndergaard Bo Spellerberg Lasse Svan Hansen Henrik Toft Hansen René Toft Hansen | Mirko Alilović Damir Bičanić Ivan Čupić Domagoj Duvnjak Jakov Gojun Zlatko Horvat Filip Ivić Marko Kopljar Blaženko Lacković Stipe Mandalinić Marino Marić Željko Musa Ivan Ninčević Lovro Šprem Luka Stepančić Manuel Štrlek Igor Vori Drago Vuković |
| Valero Rivera (Trainer) Manuel Montoya (Assistenztrainer) | Ulrik Wilbek (Trainer) | Slavko Goluža (Trainer) |

### 5. Platz: Deutschland
| - Silvio Heinevetter (Füchse Berlin) - Carsten Lichtlein (TBV Lemgo) - Stefan Kneer (SC Magdeburg / 9 Tore) - Oliver Roggisch (Rhein-Neckar Löwen / 4) - Patrick Wiencek (THW Kiel / 19) - Tobias Reichmann (HSG Wetzlar / 6) | - Kevin Schmidt (HSG Wetzlar / 21) - Steffen Fäth (HSG Wetzlar / 8) - Christoph Theuerkauf (HBW Balingen-Weilstetten / 14) - Patrick Groetzki (Rhein-Neckar Löwen / 20) - Steffen Weinhold (SG Flensburg-Handewitt / 24) | - Martin Strobel (TBV Lemgo / 6) - Michael Haaß (Frisch Auf Göppingen / 14) - Adrian Pfahl (VfL Gummersbach / 12) - Dominik Klein (THW Kiel / 21) - Sven-Sören Christophersen (Füchse Berlin / 22) |